# Lights Out (curta-metragem)
Lights Out é um curta-metragem de terror sobrenatural sueco de 2013 que foi dirigido, escrito, produzido, filmado e editado por David F. Sandberg e estrelado por Lotta Losten. O curta foi lançado na internet no Vimeo e no YouTube no dia 30 de dezembro de 2013. O curta serviu de base para uma adaptação cinematográfica homônima lançada em 2016, que também foi dirigida por Sandberg.

## Enredo
Em uma noite escura e chuvosa, uma mulher (Lotta Losten) sai de uma sala e apaga a luz do corredor, o que faz com que uma silhueta humana de cabelos compridos se torne visível do outro lado do corredor. Surpresa, a mulher acende a luz e a silhueta desaparece. Apagando e acendendo a luz, ela observa a silhueta aparecer e desaparecer, parando quando a silhueta repentinamente aproxima-se ficando a centímetros de seu rosto. Ofegante, ela acende a luz de volta e coloca o interruptor naquela posição para evitar que a silhueta volte.
A mulher vai para a cama, deixando o abajur da mesinha de cabeceira aceso e a porta que dá para o corredor iluminado entreaberta. Ela ouve rangidos e olha para a porta. A luz do corredor se apaga. Assustada, ela ouve passos se aproximando do quarto e se esconde debaixo do cobertor. Depois de alguns segundos de silêncio, ela espia. A porta se abre sozinha, o que aterroriza a mulher.
A lâmpada pisca. Debaixo do cobertor, a mulher olha para o filtro de linha ao qual a lâmpada está conectada. Ela estende a mão nervosamente, localiza a tomada e a empurra com mais firmeza. A cintilação para. Ela vê que a luz do corredor fica acesa novamente e a porta agora está ligeiramente entreaberta. Ela se acalma e, de repente, vê um humanoide monstruoso com olhos totalmente brancos e boca aberta ao lado da cama que apaga a lâmpada e a tela escurece.

## Produção
O curta praticamente não teve orçamento, pois apenas Sandberg e Losten estavam envolvidos no projeto. A produção do curta precisou somente de duas luzes e duas salas. Detalhes técnicos mais específicos incluíram uma câmera de cinema Blackmagic com lentes Tokina 11-16, uma Zoom H4N com um microfone Røde NTG1, uma lanterna de papel da IKEA, uma lâmpada fotográfica de 375 watts, uma lâmpada ruiva chinesa falsa do eBay, um tripé Manfrotto, um carrinho caseiro com tubo de PVC, uma estante da Ikea e rodas de skate.
Os efeitos especiais empregados nas aparições e sumiços do fantasma foram feitos principalmente utilizando uma técnica de tela dividida. Durante uma entrevista ao The A.V. Club sobre a adaptação cinematográfica de 2016, que usou a mesma técnica, Sandberg comentou sobre o efeito dizendo: "Sempre que ela está enquadrada com outro personagem, é basicamente uma tela dividida. Então você filma com ela e sem ela. Você liga a câmera com ela, você desliga e ela sai, e então você liga de novo. É super simples na verdade."

## Lançamento e recepção
O curta foi apresentando em um festival de cinema chamado Bloody Cuts Horror Challenge, onde foi finalista e Sandberg ganhou o prêmio da categoria de Melhor Diretor. Alguns meses depois, o curta-metragem tornou-se popular na internet sendo amplamente assistido no Vimeo e YouTube, passando de cerca de 8.000 visualizações para mais de 1 milhão o que atraiu a atenção de diretores e produtores de Hollywood. Em maio de 2020, o vídeo tinha quase 15 milhões de visualizações no YouTube. O curta foi aclamado pela crítica.